# Großhart
Großhart là một đô thị thuộc huyện Hartberg thuộc bang Steiermark, nước Áo. Đô thị Großhart có diện tích 10,64 km², dân số thời điểm năm 2005 là 637 người.